# Мельничное (Первомайский район)
Ме́льничное (до 1948 года Кутюке́ Неме́цкое; укр. Мельничне, крымскотат. Kütüke, Кутюке) — село в Первомайском районе Республики Крым, входит в состав Островского сельского поселения (согласно административно-территориальному делению Украины — Островского сельского совета Автономной Республики Крым).

## Население
| 2001 | 2014 |
| ---- | ---- |
| 391  | ↘297 |

Всеукраинская перепись 2001 года показала следующее распределение по носителям языка
| Язык             | Процент |
| ---------------- | ------- |
| украинский       | 50.38   |
| русский          | 34.53   |
| крымскотатарский | 14.07   |
| другие           | 0.51    |

### Динамика численности
| - 1889 год — 73 чел. - 1892 год — 52 чел. - 1900 год — 69 чел. - 1911 год — 54 чел. - 1915 год — 75/10 чел. - 1926 год — 116 чел. | - 1939 год — 103 чел. - 1989 год — 392 чел. - 2001 год — 391 чел. - 2009 год — 355 чел. - 2014 год — 297 чел. |

## Современное состояние
На 2016 год в Мельничном числится 2 улицы — Жуковского и Титова; на 2009 год, по данным сельсовета, село занимало площадь 64 гектара, на которой в 109 дворах проживало 355 человек. Действуют сельский клуб, сельская библиотека-филиал № 13, фельдшерско-акушерский пункт

## География
Мельничное — село на северо-востоке района, в степном Крыму, у границы с Красноперекопским районом, на правом берегу реки Чатырлык, высота центра села над уровнем моря — 11 м. Ближайшие населённые пункты — Островское в 2,7 км на юго-восток, Снегирёвка в 2,6 км на северо-восток и Знаменка Красноперекопского района в 1,5 км на северо-запад. Расстояние до райцентра около 26 километров (по шоссе), ближайшая железнодорожная станция — Воинка (на линии Джанкой — Армянск) — примерно 18 километров. Транспортное сообщение осуществляется по региональной автодороге 35Н-391 от шоссе 35Н-406 до Абрикосово (по украинской классификации — С-0-11006).

## История
Немецкое лютеранско-меннонитское селение Кутюке немецкое, или Александерфельд, было основано в 1878 году в Ишуньской волости Перекопского уезда, на 510 десятинах земли. По «Памятной книге Таврической губернии 1889 года», по результатам Х ревизии 1887 года, в деревне Александерфельд числилось 11 дворов и 73 жителя.
После земской реформы 1890 года Кутюке-Немецкий отнесли к Джурчинской волости.Согласно «…Памятной книжке Таврической губернии на 1892 год», в деревне Кутюке-Немецкий, составлявшей Кутюке-Немецкое сельское общество, было 52 жителя в 9 домохозяйствах. По «…Памятной книжке Таврической губернии на 1900 год» в деревне Кутюке-Тама немецкое числилось 69 жителей в 10 дворах, в 1911 — 54. По Статистическому справочнику Таврической губернии. Ч.II-я. Статистический очерк, выпуск пятый Перекопский уезд, 1915 год, в деревне Кутюке (немецкий) Джурчинской волости Перекопского уезда числилось 15 дворов (11 дворов с землёй, 4 — безземельные) с немецким населением в количестве 75 человек приписных жителей и 10 «посторонних», из которых 47 мужчин и 38 женщин. Жители владели 510 десятинами удобной земли. В хозяйствах имелось 90 лошадей, 35 коров и 40 голов мелкого скота.
После установления в Крыму Советской власти и учреждения 18 октября 1921 года Крымской АССР, в составе Джанкойского уезда был образован Курманский район, в состав которого включили село. В 1922 году уезды получили название округов. 11 октября 1923 года, согласно постановлению ВЦИК, в административное деление Крымской АССР были внесены изменения, в результате которых был ликвидирован Курманский район и село включили в состав Джанкойского. Согласно Списку населённых пунктов Крымской АССР по Всесоюзной переписи 17 декабря 1926 года, в селе Кутюке (немецкий), Джурчинского сельсовета Джанкойского района, числилось 25 дворов, из них 21 крестьянский, население составляло 116 человек, из них 109 немцев, 4 еврея и 3 украинца. Постановлением ВЦИК РСФСР от 30 октября 1930 года был создан Фрайдорфский еврейский национальный район (переименованный указом Президиума Верховного Совета РСФСР № 621/6 от 14 декабря 1944 года в Новосёловский) (по другим данным 15 сентября 1931 года) и Кутюке немецкий включили в его состав, а после разукрупнения в 1935-м и образования также еврейского национального Лариндорфского (переименованный указом Президиума Верховного Совета РСФСР № 621/6 от 14 декабря 1944 года в Первомайский), село переподчинили новому району>. По данным всесоюзной переписи населения 1939 года в селе проживало 103 человека.
Вскоре после начала Великой Отечественной войны, 18 августа 1941 года крымские немцы были выселены, сначала в Ставропольский край, а затем в Сибирь и северный Казахстан. С 25 июня 1946 года Кутюке в составе Крымской области РСФСР
Указом Президиума Верховного Совета РСФСР от 18 мая 1948 года, Кутюке немецкое переименовали в деревню Мельничную. 26 апреля 1954 года Крымская область была передана из состава РСФСР в состав УССР. Время включения в Островский сельсовет пока не установлено: на 15 июня 1960 года село уже числилось в его составе. Указом Президиума Верховного Совета УССР «Об укрупнении сельских районов Крымской области», от 30 декабря 1962 года был упразднён Первомайский район и село присоединили к Красноперекопскому. 8 декабря 1966 года был восстановлен Первомайский район и село вернули в его состав. В период с 1954 по 1968 годы к Мельничному присоединили село Столбцы. По данным переписи 1989 года в селе проживало 392 человека. С 12 февраля 1991 года село в восстановленной Крымской АССР, 26 февраля 1992 года переименованной в Автономную Республику Крым. С 21 марта 2014 года в составе Крыма аннексировано Россией.